# Kościół w Równem
Kościół w Równem este o arie protejată (sit de importanță comunitară — SCI) din Polonia întinsă pe o suprafață de 1,36 ha, integral pe uscat.

## Localizare
Centrul sitului Kościół w Równem este situat la coordonatele 49°35′38″N 21°43′02″E / 49.5938°N 21.7172°E.

## Înființare
Situl Kościół w Równem a fost declarat sit de importanță comunitară în octombrie 2009 pentru a proteja 1 specie de animale.

## Biodiversitate
Situată în ecoregiunea continentală, aria protejată nu include niciun habitat protejat.
La baza desemnării sitului se află o specie protejată de  mamifere: liliac comun (Myotis myotis).